# 쇼와 국가주의

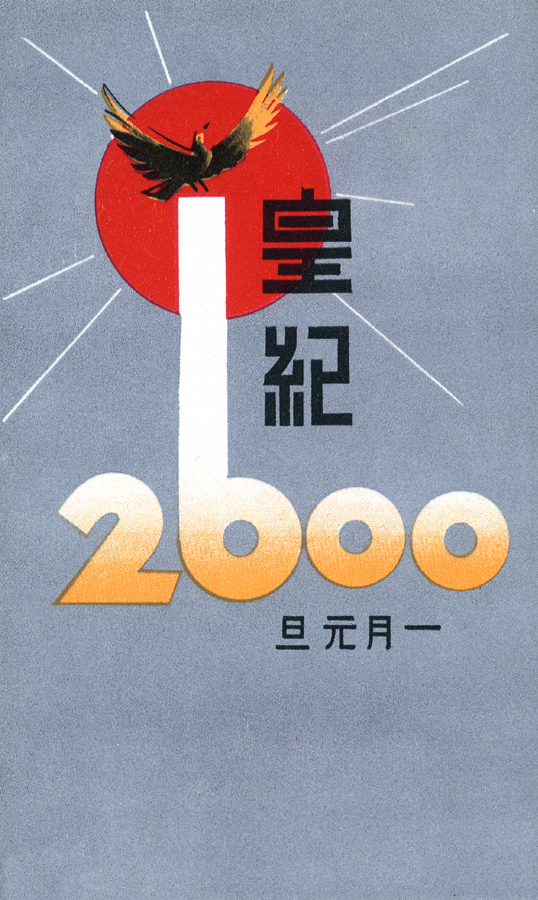
진무 천황의 신화적 일본 건국 2600주년을 축하하는 1940년 새해 기념 엽서

쇼와 국가주의(일본어: 国家主義 콕카슈기[*], 영어: Shōwa Statism)는 제2차 세계대전 패전 때까지 전전(戰前) 및 전중(戰中) 쇼와 시대의 일본 정계를 주도한 혼합정치 체제다. 쇼와 국가주의 운동은 국수주의, 군국주의, 국가자본주의, 파시즘 등의 아이디어가 혼합된 것이었다.
일본에서는 천황제 파시즘(일본어: 天皇制ファシズム 텐노세이후아시즈무[*])이라고도 한다. 하지만 서양 파시즘 연구학계에서는 2차대전기 일본은 파시즘의 요소를 취사선택한 권위주의 정권이었을 뿐 파시즘 체제는 아니었다고 부정한다. 자국에서는 부정하고 영미학계에서는 긍정하는 프랑스 파시즘과는 반대 양상이다. 일본에서도 내부적 주류설인 천황제 파시즘론에 대한 반론이 있다.

## 배경
청일전쟁과 러일전쟁의 승리로 일본 제국은 서구 제국주의 열강의 반열에 합류했다. 일본은 19세기에 서방 국가들이 강제한 불평등조약들을 개정하기 위해서는 자신들도 서방 국가들처럼 식민제국을 수립하고 그것을 유지하기 위한 강력한 군사력이 필요하다고 판단했다.
자유민권운동과 다이쇼 데모크라시로 일본은 자유민주주의 체제가 수립되었지만, 민주주의는 재벌이 사회 자본을 독점한 정치경제적 상황의 해결에 무능을 나타냈다. 이에 환멸한 사람들에게 군부가 부패한 정치꾼들의 대안으로 조명되었다. 군부는 민주주의 내각이 군비를 제한하고 군을 통제하려 하는 것을 국가안보에 대한 위협으로 판단했고, 군사력 확충을 위해 국가가 산업을 직접 통제하는 것을 선호했다. 또한 좌익사상의 발흥을 막기 위한 국가주도의 사회복지에도 관심이 있었다.
사실 재벌의 독점체제는 메이지 시대에 급속한 경제성장을 추구하는 과정에서 국가가 조장한 것이었다. 이것을 국가가 주도해서 재편하는 과정은 유럽 파시즘의 코포라티즘 정격과 피상적 유사성이 있다.

## 천황제 파시즘론
일본의 천황제 파시즘론은 전후민주주의 사상가인 마루야마 마사오가 1946년 발표한 『초국가주의의 논리와 심리』를 기원으로 한다. 마루야마는 여기서 파시즘을 “반혁명의 가장 첨단적이고 가장 전투적인 형태”라고 정의하고, 이탈리아 파시즘과 독일의 나치즘은 의회제 사회의 대중운동에 의한 “아래로부터의 파시즘”이었지만, 일본의 파시즘은 군부와 관료가 주도한 “위로부터의 파시즘”이라고 규정했다. 이로부터 1970년대까지 마루야마를 따르는 시각이 대세가 되었다.
천황제 파시즘론에 따르면, 천황제 파시즘은 다음 세 단계에 걸쳐 형성되었다.
1. 준비기(準備期): 제1차 세계대전부터 만주사변까지로, “민간우익운동시대”. 연대로는 다이쇼 8년(1919년)에서 쇼와 6년(1931년)까지.
2. 성숙기(成熟期): 만주사변부터 2.26 사건까지로, 민간우익운동세력이 군부 일부와 결탁해 파시즘 운동의 추진력으로 국정 중심을 차지하게 된 시기. 3월사건, 혈맹단사건, 5.16 사건, 신병대사건, 사관학교사건, 아이자와 사건, 그리고 절정인 2.26 사건에 이르기까지 파쇼 테러리즘이 빈발한 시기. 연대로는 쇼와 6년(1931년)-쇼와 11년(1936년)까지
3. 완성시기(完成時期): 관료・중신 등 반(半)봉건적 세력과 독점자본과 부르주아 정당 사이에서 군부가 불충분하지만 연합지배체제를 형성한 시기. 연대적으로는 쇼와 11년(1936년)-쇼와 20년(1945년)까지.

### 천황제 파시즘 긍정론
- 미와 야스후미는 저서 『일본 파시즘과 노동운동』에서 이런 견해를 밝혔다. 1935년을 분수령으로 경찰정신(警察精神)의 작흥이 진행되어 노사관계・시민생활에 경찰의 개입이 심화되었다. 경찰은 탄압 뿐 아니라 사회적 서체율의 조정・통합・민중동원의 기능을 했다. 즉 이탈리아와 독일에서 파시스트 대중조직이 맡았던 역할을 경찰이 맡았다. 일본의 “아래로부터의” 파시즘은 군부, 관리 등 기성권력에 의존적인 특질을 가지고 있었다.[8]
- 마츠우라 츠토무는 저서 『일본 파시즘의 전쟁교육체제와 융화교육』에서 이런 견해를 밝혔다. 1942년 8월 문부성 사회교육국이 『국민동화에의 길』을 간행할 때 비로소 정부의 교육방침으로 동화교육 정책의 이념과 구체적 방침을 밝혔다. 이 책은 피차별부락의 아동과 청년을 동화교육을 통해 “황국민의 순진한 자각을 세우고 고뇌와 간난을 참고 신도(臣道)의 실천에 매진하는 강건한 심신”을 가지도록 “도야・단동”하는 것을 목표로 삼았다. 이는 수평사의 “아래로부터의” 운동에너지를 이용해 부락아동 및 청년을 도야시키는 것을 제시한 것이라고 보고, 이 동화교육 지침을 "천황제 파시즘" 교육의 극한형태로 파악하려는 학설이다.[9]
- 스사키 신이치는 저서 『일본 파시즘과 그 시대』에서 “양상의 차이를 가지고 일본을 파시즘이 아니라고 할 수는 없다. 동종의 국가체제라도 나라와 민족의 역사적 전통과 환경 등에 의해 다양한 변형을 가지게 됨이 극히 당연”하기 때문이라고 말했다.[10]

### 천황제 파시즘 부정론
- 케빈 마이클 도크, 그레고리 카스자, 로버트 팩스턴 등 서양 학자들은 일본 제국이 보수적 독재일 뿐 파시즘은 아니었다고 본다. 도크에 따르면 메이지 헌법을 지키기 위한 목적으로 일본제국 정부가 탄압한 반체제파에는 극좌 뿐 아니라 극우도 포함되어 있다.[11] 천황제 파시즘론에서는 5.15 사건과 2.26 사건이 실패했지만 그것이 군부가 정부를 장악하는 계기가 되었다고 말하는데, 팩스턴에 따르면 이것은 무솔리니나 히틀러가 진압됨으로써 이탈리아와 독일에 파시즘 정권이 세워졌다는 황당한 주장이 된다.[12]:443-449
- 코민테른과 카미야마 시게오의 견해로도 당시의 일본 정치체제는 “군사적・봉건적 제국주의”일 뿐, 파시즘이라고 볼 수 없다. 군사적 봉건적 제국주의란 유럽 선진국의 제국주의와, 제정 러시아의 제국주의를 구분하여 후자를 지칭한 레닌의 용어다. 일본공산당의 강령에서도 이를 따라 “일본제국주의”라는 말로 통일하고 있다.[13]
- 후루카와 타카히사는 저서 『쇼와전중기의 의회와 행정』에서 이런 견해를 밝혔다. 국체명징성명에서 일본의 국체는 천손강림 때 하사된 신의 칙명에 의한 만세일계의 것으로 주장되었으며, 여기에는 자유주의와 사회주의 뿐 아니라 파시즘도 외래사상으로 규정해 배제하려는 의도가 존재했다. 실제로 관념우익이 파시즘을 지지하는 혁신우익을 공격할 때도 이런 논리를 사용했다.[14]
- 재일 조선인 정치학자 강상중은 전전 일본은 파시즘처럼 단결하는 것이 아니라, 내부적으로 섹셔널리즘(부서할거주의) 경향이 강했다면서 나치 독일과 크게 달랐다고 지적했다.[15]
- 이토 타카시는 일본 파시즘이라는 개념의 유행은 극동국제군사재판이 제2차 세계대전을 파시즘 대 민주주의의 싸움으로 이념화한 것에서 비롯되었으며, 이 논리가 일본공산당이 내건 “반전 반파시즘”과도 친밀성이 있었기 때문에 강좌파 마르크시즘의 영향을 받은 전후 일본 주류 역사학계에서 당연하다는 듯 전전 일본 체제를 파시즘이라고 규정한 것이라 평했다.[16]

## 같이 보기
- 황도파
- 일본 군국주의
- 나치즘
- 이탈리아 파시즘
- 국가신토